# Grand Prix de Denain 1987
La 29e édition du Grand Prix de Denain a eu lieu le 22 avril 1987. Elle a été remportée par le Français Bruno Wojtinek.

## Classement final
Bruno Wojtinek remporte la course.
| Classement final, | Classement final,      | Classement final, | Classement final,                       | Classement final, |
|                   | Coureur                | Pays              | Équipe                                  | Temps             |
| ----------------- | ---------------------- | ----------------- | --------------------------------------- | ----------------- |
| 1er               | Bruno Wojtinek         | France            | Z                                       |                   |
| 2e                | Eddy Planckaert        | Belgique          | Panasonic-Merckx-Agu                    |                   |
| 3e                | Jan Bogaert            | Belgique          | Transvemij-Van Schilt-Floorgres-Gardeni |                   |
| 4e                | Peter Pieters          | Pays-Bas          | Transvemij-Van Schilt-Floorgres-Gardeni |                   |
| 5e                | Walter Van Den Branden | Belgique          | AD Renting-Fangio-IOC-MBK-Mayer         |                   |
| 6e                | Thierry Barrault       | France            |                                         |                   |
| 7e                | Per Pedersen           | Danemark          | RMO-Mera-Mavic                          |                   |
| 8e                | Ferdi Van Den Haute    | Belgique          | AD Renting-Fangio-IOC-MBK-Mayer         |                   |
| 9e                | Philippe Delaurier     | France            |                                         |                   |
| 10e               | Philippe Christiaens   | Belgique          | Robland-Isoglass                        |                   |
| modifier          |                        |                   |                                         |                   |